# Thomas Berkhout
Thomas Berkhout (né le 22 novembre 1984 à Delft) est un coureur cycliste néerlandais.

## Biographie
Thomas Berkhout intègre l'équipe néerlandaise de troisième division Van Vliet-EBH-Gazelle en 2003. Celle-ci devient une équipe continentale en 2005. Berkhout reste dans cette équipe jusqu'en 2006. En 2007, il est recruté par Rabobank Continental, réserve de l'équipe ProTour Rabobank. Il remporte cette année-là l'Olympia's Tour. Il se classe deuxième du Tour de Normandie en 2008 et 2009. À la fin de l'année 2009, il est engagé comme stagiaire par l'équipe continentale professionnelle Vacansoleil. En 2010, il revient dans l'équipe Van Vliet-EBH Elshof.

## Palmarès
- 2005
  - Classement général du Tour du Brabant flamand
  - 2e du Circuit de l'Alblasserwaard
  - 2e du ZLM Tour
- 2006
  - 2e étape du Tour du Brabant central
  - 2e du Tour des Flandres espoirs
  - 2e du Tour du Limbourg
  - 2e du Ronde van Zuid-Holland
- 2007
  - Classement général de l'Olympia's Tour
- 2008
  -  Champion des Pays-Bas du contre-la-montre par équipes
  - 2e de la Beverbeek Classic
  - 2e du Tour de Normandie
  - 3e des Boucles de la Mayenne
- 2009
  - Prologue de l'Olympia's Tour (contre-la-montre par équipes)
  - 2e du Tour de Normandie
  - 2e de l'Internationale Wielertrofee Jong Maar Moedig

## Classements mondiaux
| Année           | 2006 | 2007 | 2008 | 2009 | 2010 |
| --------------- | ---- | ---- | ---- | ---- | ---- |
| UCI Europe Tour | 260e | 195e | 185e | 176e | 526e |